# 뉴델리 메탈로-베타락타메이스

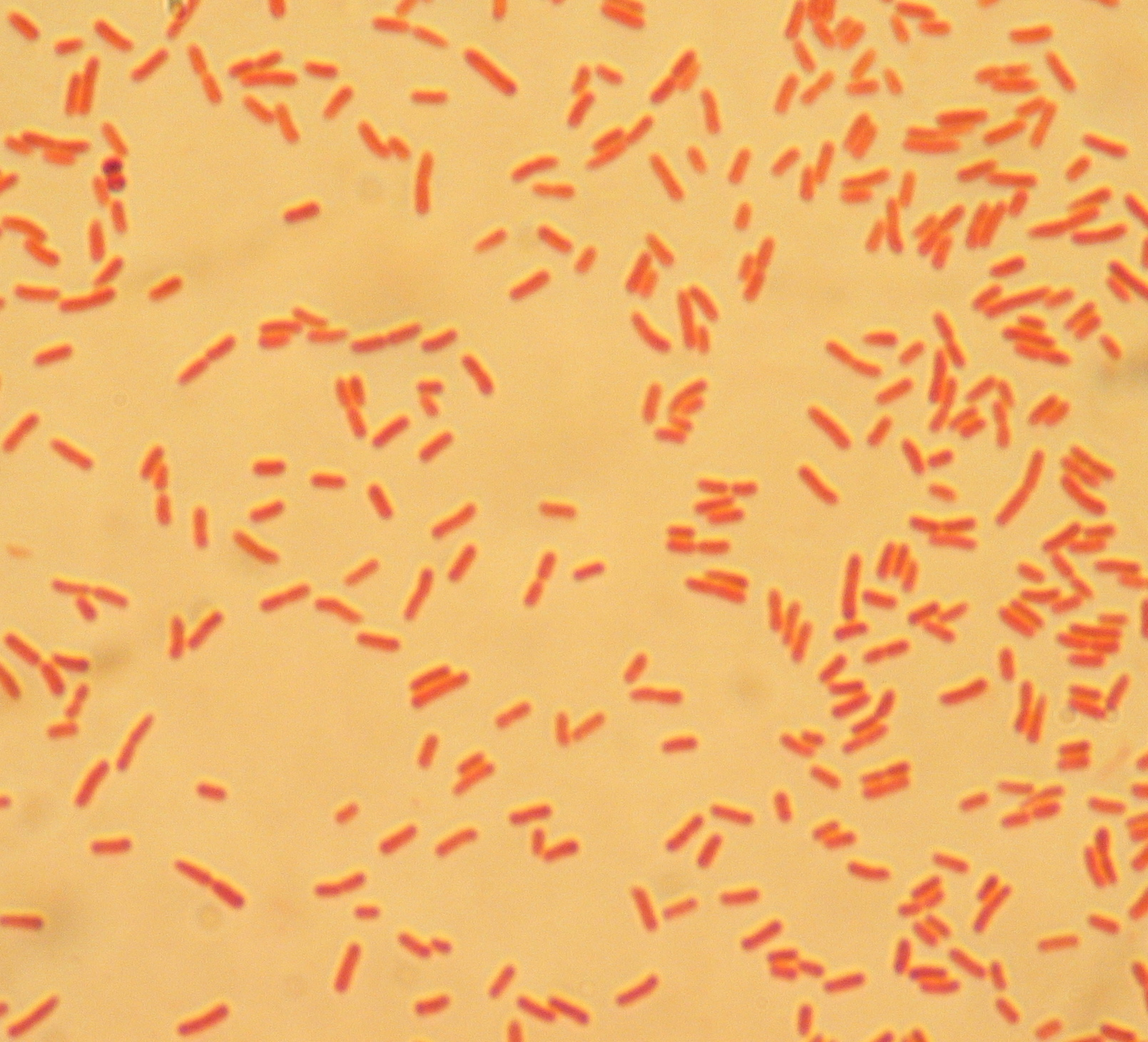
대장균 (E.coli). NDM-1 유전자는 현재 일부 대장균 및 폐렴막대균 (Klebsiella pneumoniae)에서 발견되었다.

뉴델리 메탈로-베타락타메이스 또는 뉴델리 메탈로-베타락타마제 (New Delhi metalo-beta-lactamase, NDM-1)는 박테리아가 카바페넴 계열 항생제에 내성을 갖게 하는 유전자이다. 산물은 베타-락타메이스의 일종인 카바페네메이스(carbapenemase)다. 이 유전자를 가지고 있는 박테리아는 2010년 들어 언론 매체에서 슈퍼버그라는 이름으로 보도되고 있다. 아직까지 NDM-1을 막기 위한 항생제는 개발이 되지 않은 상태다. 현재까지 이 유전자는 대장균 (E.coli)과 폐렴막대균 (Klebsiella pneumoniae) 일부 균주에서 발견되었으며, 수평적 유전자 이동을 통해 다른 균주 또는 종으로 넘어갈 수 있다.

## 기능
이 유전자는 베타-락탐계열 항생제를 가수분해하여 무효화시키는 효소인 메탈로-베타락타메이스 (metallo-beta-lactamase)를 생산한다. 이 항생제들은, 박테리아의 세포벽 합성을 억제하여 최근까지만 해도 거의 대부분의 박테리아를 죽일 수 있는 것들이었다. 그러므로 이 유전자를 가진 박테리아는 종 간의 경쟁에서 살아남아, 우리 체내에서 더욱 강하게 번식하고 전파될 가능성이 있다.
다음 항생제는 이 효소에 의해 무효화된다:
- 세팔로스포린 계열 (cephalosporins)
- 페니실린 계열 (penicillins)
- 카바페넴 계열 (carbapenem)

## 기원과 전파
유전자의 이름은 인도의 수도 뉴델리의 이름을 따 붙여졌는데, 이는 2009년 용 (Yong) 등이 처음 기록한 이 케이스의 환자가 인도에서 처음 박테리아 감염을 확인하였기 때문이다. 박테리아 감염 치료가 뉴델리 병원에서 실패로 끝난 후 그는 모국 스웨덴으로 송환되었으며, 그곳에서 카바페넴에 내성을 보이는 폐렴막대균의 유전자가 분리되었다. 용 등은 이 내성 메커니즘이 "분명히 인도에서 생겨났으나, 이것이 얼마나 퍼져있는지를 보여주는 데이터가 인도에 존재한다"라고 주장하였다. 보고된 바에 따르면 이 유전자는 파키스탄, 인도, 그리고 여러 아시아 국가에서 발견되었으며 이곳 병원에 입원했던 사람들에 의해 유럽으로 옮겨졌다. 그 중 대다수는 저가의 성형 수술을 위해 의료 관광을 떠났다가 수술 중 감염이 된 사람들이었다.
2010년 6월까지, 미국 내에서 이런 내성을 가진 장내세균과 (Enterobacteriaceae) 균주가 세 건이 보고되었으며, CDC는 "세 건의 보고된 환자 모두 인도에서 최근 의료 서비스를 받고 온 사람"이라고 밝혔다. 하지만, 미 전문가들은 이 균주가 이미 미국에서 흔한 내성균들, 대표적으로 MRSA보다 더 위험성이 큰 지는 확실치 않다고 얘기하였다.
2010년 8월, 저널 The Lancet Infectious Diseases에 최근 행해진 다국적 연구 결과가 실린 바 있다. 이 연구는 NDM-1 유전자를 가진 박테리아의 발생과 전파를 분석하였다. 연구에 사용된 케이스는 영국 37건, 첸나이 26건, 인도 하리아나 주 26건, 그 외 인도, 파키스탄의 여러 지역 73건 등이었다. 저자의 말에 따르면, 많은 균주들이 NDM-1 유전자를 플라스미드 상에 가지고 있었으며, 이 때문에 균과 균 사이의 유전자 전달 (gene transfer)이 쉽게 가능할 것으로 보았다. 연구 시 다뤄진 모든 균주는 베타-락탐계열 항생제, 퀴놀론 (quinolone) 계열 항생제, 아미노글리코사이드 등 여러 항생제에 내성을 보였으나, 대부분 폴리믹신 (polymyxin) 계열 항생제 콜리스틴 (colistin)에는 감수성을 보였다.
2010년 8월 초 화합물 GSK-299423이 이러한 박테리아들의 번식을 막아 유의한 효과를 보여주어, 현재로써는 NDM-1 치료의 유망주로 떠오르고 있다.

## 인도 측 반응
인도 보건부는 이 유전자가 인도나 파키스탄에서 기원하였다는 결론에 대해, "말도 안 된다" (unfair) 며 반박에 나섰으며, 인도 병원은 안전한 치료 환경을 갖추고 있다고 주장하였다. 인도 정치인들은 이 내성 유전자와 인도를 연관짓는 것을 "악의적인 선전 활동" (malicious propaganda)이라며 이른바 '선택적인 악의'를 띈 다국적 기업을 비판하고 나섰다. 바라티야 자나타 당의 한 정치인은 인도를 유전자의 기원으로 주장한 논문을 가짜라며 이는 인도의 의료 관광객을 겁주어 쫓아버리려는 음모라고 말하였다. 인도 보건부는 유전자에 "뉴델리"란 이름을 붙인 것에 대해서 공식적으로 강한 불쾌감을 표하였다.
한편, Journal of Association of Physicians of India 2010년 3월 호에 실린 논평에서는 이 유전자가 생겨난 것을 인도 건강 관리 체제 내에 퍼진 무분별한 항생제 사용의 탓으로 돌리며, "인도 의사들은 아직 항생제 내성의 문제를 심각하게 받아들이지 못하고 있다"라는 말과 함께 의사, 약사들의 항생제 처방에 법적 제한이 거의 없음을 지적하고 나섰다. Times of India에서는 인도는 항생제 사용과 항생제 내성 감염에 대한 대처 방안의 개선이 필요하다는 데에는 전문가들 간의 이견이 없다고 주장하였다.
2010 Lancet 연구에 참여했던 주 저자는, 무작정 인도 내에서 치료를 피하는 것은 동의하지 않는다고 말하였다.

## 국내 상황
2010년 8월 질병관리본부는 대한민국 내에 "현재까지 국내에서는 NDM-1을 생산하는 대장균과 폐렴막대균종이 검출된 사례는 없다"고 밝혔다. 현재 전국 종합병원과 27개 대학병원 진단검사의학과를 중심으로 NDM-1 생산 장내세균과를 포함한 주요 내성균 모니터링 사업이 운영 중이다.
2010년 10월 해외여행을 가지 않은 국내인이 4명 NDM-1 감염 확인.

## 같이 보기
- 의료관광
- 메티실린 내성 황색포도상구균
- 형질도입